# Kozarnika-barlang (Szófia megye)
A Kozarnika-barlang (bolgárul: Козарника) vagy másik nevén Szuhi Pecs-barlang (bolgárul: Сухи Печ) Bulgáriában található. Pontosabban Szófia megyében, a Botevgradi kistérségben, Lipnica községben. Ez a Balkán-hegység vidéke. A barlang neve a kozar, kecskepásztor szóbol ered. Vélhetően kecskepásztorok használták. A barlang mindössze 89 méter hosszú. Bejárata 4,5 méter széles, 2,5 méter magas. A barlangban vízfolyás nincs, könnyedén járható, a kezdetben széles járat összeszűkül. Van a barlangban egy 14 méteres kürtő is. Csekély mérete ellenére a barlang gazdag fehér és rózsaszín cseppkőképződményekben. Látható itt függő- és állócseppkő, cseppkőoszlop, mésztufagát, barlangi gyöngy, dendrit, heliktit. A Kozarnika-barlangban cseréptöredékeket és csontokat is találtak a régészek.

## Fordítás
- Ez a szócikk részben vagy egészben  a   Kozarnika, Botevgrad Municipality című angol Wikipédia-szócikk fordításán alapul.  Az eredeti cikk szerkesztőit annak laptörténete sorolja fel. Ez a jelzés csupán a megfogalmazás eredetét és a szerzői jogokat jelzi, nem szolgál a cikkben szereplő információk forrásmegjelöléseként.
- Ez a szócikk részben vagy egészben  a(z)   Козарника (община Ботевград) című bolgár Wikipédia-szócikk fordításán alapul.  Az eredeti cikk szerkesztőit annak laptörténete sorolja fel. Ez a jelzés csupán a megfogalmazás eredetét és a szerzői jogokat jelzi, nem szolgál a cikkben szereplő információk forrásmegjelöléseként.